# Rhionaeschna brevicercia
Rhionaeschna brevicercia – gatunek ważki z rodziny żagnicowatych (Aeshnidae). Występuje na terenie Ameryki Południowej.